# Ian Pieris
Ian Pieris (Colombo, 14 de março de 1933 — 1 de janeiro de 2016) foi um jogador de críquete de primeira classe e ex-presidente do Sri Lanka Cricket, a organização que controla o críquete no país.